# Nederland op de Paralympische Zomerspelen 2012
Nederland nam deel aan de Paralympische Zomerspelen 2012 in Londen.

## Medailleoverzicht
| Sport             | Paralympiër(s)                               | Onderdeel                             | Medaille |
| ----------------- | -------------------------------------------- | ------------------------------------- | -------- |
| Atletiek          | Marlou van Rhijn                             | 200m T44 (v)                          | Goud     |
| Tafeltennis       | Kelly van Zon                                | enkelspel, klasse 7 (v)               | Goud     |
| Rolstoeltennis    | Esther Vergeer                               | enkelspel (v)                         | Goud     |
| Rolstoeltennis    | Marjolein Buis Esther Vergeer                | dubbelspel (v)                        | Goud     |
| Wielersport       | Kathrin Goeken piloot: Kim van Dijk          | tijdrit B (v)                         | Goud     |
| Zeilen            | Udo Hessels Mischa Rossen Marcel van de Veen | sonar, drie personen                  | Goud     |
| Zwemmen           | Michael Schoenmaker                          | 50m schoolslag SB3 (m)                | Goud     |
| Zwemmen           | Marc Evers                                   | 100m rugslag S14 (m)                  | Goud     |
| Zwemmen           | Lisette Teunissen                            | 50m rugslag S4 (v)                    | Goud     |
| Zwemmen           | Mirjam de Koning-Peper                       | 50m vrije slag S6 (v)                 | Goud     |
|                   |                                              |                                       |          |
| Atletiek          | Kenny van Weeghel                            | 400m T54 (m)                          | Zilver   |
| Atletiek          | Amy Siemons                                  | 100m T34 (v)                          | Zilver   |
| Atletiek          | Amy Siemons                                  | 200m T34 (v)                          | Zilver   |
| Atletiek          | Marlou van Rhijn                             | 100m T44 (v)                          | Zilver   |
| Rolstoeltennis    | Aniek van Koot                               | enkelspel (v)                         | Zilver   |
| Rolstoeltennis    | Jiske Griffioen Aniek van Koot               | dubbelspel (v)                        | Zilver   |
| Wielersport       | Alyda Norbruis                               | tijdrit C1-3 (v)                      | Zilver   |
| Wielersport       | Laura de Vaan                                | wegwedstrijd H4 (v)                   | Zilver   |
| Zwemmen           | Maurice Deelen                               | 50m vrije slag S8 (m)                 | Zilver   |
| Zwemmen           | Magda Toeters                                | 100m schoolslag SB14 (v)              | Zilver   |
|                   |                                              |                                       |          |
| Atletiek          | Ronald Hertog                                | speerwerpen F44 (m)                   | Brons    |
| Atletiek          | Desiree Vranken                              | 200m T34 (v)                          | Brons    |
| Rolstoelbasketbal | Nationaal team                               | vrouwen                               | Brons    |
| Paardensport      | Frank Hosmar op "Alphaville"                 | verplichte kür, graad IV, individueel | Brons    |
| Paardensport      | Frank Hosmar op "Alphaville"                 | vrije kür, graad IV, individueel      | Brons    |
| Tafeltennis       | Gerben Last                                  | enkelspel, klasse 9 (m)               | Brons    |
| Rolstoeltennis    | Ronald Vink                                  | enkelspel (m)                         | Brons    |
| Rolstoeltennis    | Jiske Griffioen                              | enkelspel (v)                         | Brons    |
| Wielersport       | Rinne Oost piloot: Patrick Bos               | tijdrit B (m)                         | Brons    |
| Wielersport       | Kathrin Goeken piloot: Kim van Dijk          | wegwedstrijd B (v)                    | Brons    |
| Wielersport       | Laura de Vaan                                | tijdrit H4 (v)                        | Brons    |
| Zeilen            | Thierry Schmitter                            | 2.4 mR, één persoon                   | Brons    |
| Zwemmen           | Maurice Deelen                               | 100m schoolslag SB8 (m)               | Brons    |
| Zwemmen           | Maurice Deelen                               | 200m wisselslag SM8 (m)               | Brons    |
| Zwemmen           | Marc Evers                                   | 100m schoolslag SB14 (m)              | Brons    |
| Zwemmen           | Mirjam de Koning-Peper                       | 100m rugslag S6 (v)                   | Brons    |
| Zwemmen           | Lisa den Braber                              | 100m schoolslag SB7 (v)               | Brons    |
| Zwemmen           | Marlou van der Kulk                          | 100m rugslag S14 (v)                  | Brons    |
| Zwemmen           | Marlou van der Kulk                          | 200m vrije slag S14 (v)               | Brons    |

## Deelnemers
(m) = mannen, (v) = vrouwen 

### Atletiek
| Paralympiër       | Onderdeel              | Resultaat | Prestatie                       |
| ----------------- | ---------------------- | --------- | ------------------------------- |
| Henk Schuiling    | 100m T34 (m)           | 7e        | serie: 17.18 (7e) 17.32 (7e)    |
| Henk Schuiling    | 200m T34 (m)           | 10e       | serie: 31.10 (10e)              |
| Stefan Rusch      | 100m T34 (m)           | 6e        | serie: 16.79 (4e) F: 16.74 (6e) |
| Stefan Rusch      | 200m T34 (m)           | 6e        | serie: 30.57 (7e) F: 30.63 (6e) |
| Jelmar Bos        | 100m T37 (m)           | 14e       | serie: 12.23 (14e)              |
| Kenny van Weeghel | 100m T54 (m)           | 8e        | serie: 14.21 (6e) F: 14.87 (8e) |
| Kenny van Weeghel | 400m T54 (m)           | Zilver    | serie: 48.06 (3e) F: 47.12 (2e) |
| Ronald Hertog     | speerwerpen F44 (m)    | Brons     | 55.83 (3e)                      |
|                   |                        |           |                                 |
| Amy Siemons       | 100m T34 (v)           | Zilver    | serie: 19.94 (2e) F: 19.49 (2e) |
| Amy Siemons       | 200m T34 (v)           | Zilver    | serie: 34.88 (3e) F: 34.16 (2e) |
| Desiree Vranken   | 100m T34 (v)           | 4e        | serie: 20.69 (5e) F: 20.37 (4e) |
| Desiree Vranken   | 200m T34 (v)           | Brons     | serie: 35.56 (4e) F: 34.85 (3e) |
| Marije Smits      | 100m T42 (v)           | 8e        | 18.28 (8e)                      |
| Marije Smits      | verspringen F42/44 (v) | 11e       | 881 punten / 3.59 meter (11e)   |
| Marlou van Rhijn  | 100m T44 (v)           | Zilver    | serie: 13.27 (1e) F: 13.32 (2e) |
| Marlou van Rhijn  | 200m T44 (v)           | Goud      | serie: 26.97 (1e) F: 26.18 (1e) |
| Suzan Verduijn    | 100m T44 (v)           | 9e        | serie: 14.45 (9e)               |
| Suzan Verduijn    | 200m T44 (v)           | 5e        | serie: 28.92 (5e) F: 28.74 (5e) |
| Suzan Verduijn    | verspringen F42/44 (v) | 10e       | 912 punten / 4.53 meter (10e)   |
| Iris Pruysen      | 100m T44 (v)           | 11e       | serie: 14.87 (11e)              |
| Iris Pruysen      | 200m T44 (v)           | -         | niet deelgenomen                |
| Iris Pruysen      | verspringen F42/44 (v) | 4e        | 976 punten / 4.87 meter (4e)    |

### Rolstoelbasketbal
| Paralympiër | Onderdeel | Resultaat | Prestatie |
| --- | --------- | --------- | --- |
| Inge Huitzing Lucie Houwen Jitske Visser Roos Oosterbaan Sanne Timmerman Petra Garnier Miranda Wevers Chèr Korver Saskia Pronk Barbara van Bergen Carina de Rooij Mariska Beijer | vrouwen   | Brons     | groepsfase Nederland 62-35 Groot-Brittannië Nederland 70-59 Canada Nederland 49-58 Australië Nederland 55-42 Brazilië kwartfinale Nederland 59-37 China halve finale Nederland 46-49 Duitsland bronzen finale Nederland 71-47 Verenigde Staten |

### Boogschieten
| Paralympiër     | Onderdeel                     | Resultaat | Prestatie                                                               |
| --------------- | ----------------------------- | --------- | ----------------------------------------------------------------------- |
| Johan Wildeboer | recurve individueel W1/W2 (m) | 1/16F     | kwalificatie: 588 punten (13e) 1/16F: 0-6 verloor van USA Russell Wolfe |

### Paardensport
| Paralympiër                                             | Onderdeel                              | Resultaat | Prestatie |
| ------------------------------------------------------- | -------------------------------------- | --------- | --- |
| Petra van de Sande op "Valencia Z"                      | verplichte kür, graad II, individueel  | 4e        | 74.476 (4e) |
| Petra van de Sande op "Valencia Z"                      | vrije kür, graad II, individueel       | 18e       | 61.450 (18e) |
| Gert Bolmer op "Milano de Flore en Vorman"              | verplichte kür, graad II, individueel  | 7e        | 70.143 (7e) |
| Gert Bolmer op "Milano de Flore en Vorman"              | vrije kür, graad II, individueel       | 7e        | 71.650 (7e) |
| Sanne Voets op "Carraig Dubh en Vedet PB"               | verplichte kür, graad III, individueel | 5e        | 68.767 (5e) |
| Sanne Voets op "Carraig Dubh en Vedet PB"               | vrije kür, graad III, individueel      | 4e        | 75.400 (4e) |
| Frank Hosmar op "Alphaville"                            | verplichte kür, graad IV, individueel  | Brons     | 73.097 (3e) |
| Frank Hosmar op "Alphaville"                            | vrije kür, graad IV, individueel       | Brons     | 78.600 (3e) |
| Petra van de Sande Gert Bolmer Sanne Voets Frank Hosmar | gemengd team                           | 4e        | Van de Sande: 68.095 en 74.476 Bolmer: 66.143 en 70.143 Voets: 72.037 en 68.767 Hosmar: 71.781 en 73.097 totaal: 428.253 (4e) |

### Tafeltennis
| Paralympiër                   | Onderdeel               | Resultaat  | Prestatie |
| ----------------------------- | ----------------------- | ---------- | --- |
| Tonnie Heijnen                | enkelspel, klasse 9 (m) | voorrondes | ronde 1: verloor van RUS Iurii Nozdrunov 1-3 (8-11, 11-9, 5-11, 13-15) ronde 2: won van NOR Andreas Aulie 3-2 (9-11, 7-11, 12-10, 11-7, 11-3) |
| Gerben Last                   | enkelspel, klasse 9 (m) | Brons      | ronde 1 en 2: vrijgeloot KF: won van FRA Thomas Bouvais 3-1 (9-11, 11-8, 11-9, 11-9) HF: verloor van AUT Stanislaw Fraczyk 2-3 (11-3, 12-10, 8-11, 9-11, 10-12) voor brons: won van FRA Cedrik Cabestany 3-1 (8-11, 11-3, 11-9, 11-9) |
| Tonnie Heijnen Gerben Last    | team, klasse 9-10 (m)   | KF         | voorrondes: 3-2 wonnen van Egypte KF: 0-3 verloren van China |
|                               |                         |            | |
| Wendy Schrijver               | enkelspel, klasse 7 (v) | voorrondes | ronde 1: verloor van UKR Viktoriia Safonova 1-3 (6-11, 7-11, 11-6, 8-11) ronde 2: won van EGY Faiza Mahmoud 3-1 (11-9, 4-11, 11-6, 13-11) ronde 3: verloor van RUS Yulia Ovsyannikova 0-3 (10-12, 7-11, 2-11) |
| Kelly van Zon                 | enkelspel, klasse 7 (v) | Goud       | ronde 1: won van ARG Giselle Munoz 3-1 (11-5, 11-8, 6-11, 11-3) ronde 2: won van TUR Kubra Ocsoy 3-1 (9-11, 11-7, 11-6, 12-10) ronde 3: won van FRA Anne Barneoud 3-1 (11-8, 11-5, 11-13, 12-10) HF: won van UKR Viktoriia Safonova 3-2 (10-12, 13-15, 11-9, 11-6, 13,11) F: won van RUS Yulia Ovsyannikova 3-1 (11-4, 11-7, 6-11, 11-6) |
| Wendy Schrijver Kelly van Zon | team, klasse 6-10 (v)   | voorrondes | voorrondes: 2-3 verloren van Brazilië |

### Rolstoeltennis
| Paralympiër                    | Onderdeel      | Resultaat | Prestatie |
| ------------------------------ | -------------- | --------- | --- |
| Robin Ammerlaan                | enkelspel (m)  | 1/16F     | 1e ronde: gewonnen van SVK David Chabrecek 6-2, 6-1 2e ronde: gewonnen van HUN Laszlo Farkas 6-2, 6-1 3e ronde: verloren van FRA Michaël Jérémiasz 6-4, 0-6, 3-6 |
| Tom Egberink                   | enkelspel (m)  | 1/16F     | 1e ronde: gewonnen van GBR Marc McCarroll 6-4, 6-3 2e ronde: gewonnen van AUS Ben Weekes 6-2, 6-2 3e ronde: verloren van FRA Stéphane Houdet 2-6, 2-6 |
| Maikel Scheffers               | enkelspel (m)  | 4e        | 1e ronde: gewonnen van POL Tadeusz Kruszelnicki 6-3, 6-1 2e ronde: gewonnen van NGR Wasiu Yusuf 6-2, 6-1 3e ronde: gewonnen van FRA Frédéric Cattanéo 6-0, 6-2 kwartfinale: gewonnen van GBR Gordon Reid 6-3, 6-3 halve finale: verloren van FRA Stéphane Houdet 3-6, 2-6 voor brons: verloren van NED Ronald Vink 6-4, 6-7, 4-6                |
| Ronald Vink                    | enkelspel (m)  | Brons     | 1e ronde: gewonnen van THA Suwitchai Merngprom 6-1, 6-2 2e ronde: gewonnen van ESP Daniel Caverzaschi 6-1, 6-0 3e ronde: gewonnen van AUS Adam Kellerman 6-3, 6-2 kwartfinale: gewonnen van BEL Joachim Gérard 7-6, 2-6, 6-3 halve finale: verloren van JPN Shingo Kunieda 2-6, 2-6 voor brons: gewonnen van NED Maikel Scheffers 4-6, 7-6, 6-4 |
| Robin Ammerlaan Ronald Vink    | dubbelspel (m) | 4e        | 1e ronde: gewonnen van BRA Maurício Pommê / Carlos Santos 6-3, 6-0 kwartfinale: gewonnen van JPN Takuya Miki / Takashi Sanada 1-6, 6-2, 6-3 halve finale: verloren van FRA Frédéric Cattanéo / Nicolas Peifer 3-6, 2-6 voor brons: verloren van FRA Stéphane Houdet / Michaël Jérémiasz 0-6, 0-6                                                |
| Tom Egberink Maikel Scheffers  | dubbelspel (m) | KF        | 1e ronde: gewonnen van KOR Ha-Gel Lee / Oh Sang-ho 6-3, 6-2 kwartfinale: verloren van SWE Stefan Olsson / Peter Vikström 3-6, 2-6 |
|                                |                |           | |
| Marjolein Buis                 | enkelspel (v)  | KF        | 1e ronde: gewonnen van THA Ratana Techamaneewat 6-2, 6-1 2e ronde: gewonnen van USA Mackenzie Soldan 6-2, 6-0 kwartfinale: verloren van GER Sabine Ellerbrock 6-3, 5-7, 2-6 |
| Jiske Griffioen                | enkelspel (v)  | Brons     | 1e ronde: gewonnen van BRA Natalia Mayara 6-2, 6-0 2e ronde: gewonnen van RSA Kgothatso Montjane 6-2, 6-2 kwartfinale: gewonnen van GBR Lucy Shuker 6-4, 6-2 halve finale: verloren van NED Esther Vergeer 0-6, 3-6 voor brons: gewonnen van GER Sabine Ellerbrock 6-2, 7-6                                                                     |
| Aniek van Koot                 | enkelspel (v)  | Zilver    | 1e ronde: gewonnen van AUS Janel Manns 6-0, 6-0 2e ronde: gewonnen van CHI Francisca Mardones 6-0, 6-0 kwartfinale: gewonnen van JPN Yui Kamiji 7-6, 7-5 halve finale: gewonnen van GER Sabine Ellerbrock 7-5, 6-2 finale: verloren van NED Esther Vergeer 0-6, 3-6                                                                             |
| Esther Vergeer                 | enkelspel (v)  | Goud      | 1e ronde: gewonnen van JPN Kanako Domori 6-0, 6-0 2e ronde: gewonnen van GER Katharina Krüger 6-0, 6-0 kwartfinale: gewonnen van THA Sakhorn Khanthasit 6-1, 6-0 halve finale: gewonnen van NED Jiske Griffioen 6-0, 6-3 finale: gewonnen van NED Aniek van Koot 6-0, 6-3                                                                       |
| Marjolein Buis Esther Vergeer  | dubbelspel (v) | Goud      | kwartfinale: gewonnen van COL Angélica Bernal / Johana Martinez Vega 6-0, 6-1 halve finale: gewonnen van THA Sakhorn Khanthasit / Ratana Techamaneewat 6-0, 6-1 finale: gewonnen van NED Jiske Griffioen / Aniek van Koot 6-1, 6-3 |
| Jiske Griffioen Aniek van Koot | dubbelspel (v) | Zilver    | kwartfinale: gewonnen van KOR Myung-Hee Hwang / Ju-Youn Park 6-0, 6-2 halve finale: gewonnen van GBR Jordanne Whiley / Lucy Shuker 6-4, 6-3 finale: verloren van NED Marjolein Buis / Esther Vergeer 1-6, 3-6 |

### CP-voetbal
| Paralympiër | Onderdeel | Resultaat | Prestatie |
| --- | --------- | --------- | --- |
| Bart Adelaars Daan Dikken Dennis Straatman George van Altena Iljas Visker Jeroen Voogd Joey Mense John Swinkels Lars Conijn Peter Kooij Stephan Lokhoff | mannen    | 5e        | groepsfase Nederland 1-4 Iran Nederland 0-8 Rusland Nederland 4-1 Argentinië halve finale (plaats 5-8) Nederland 5-0 Verenigde Staten finale (plaats 5-6) Nederland 3-0 Argentinië |

### Zitvolleybal
| Paralympiër | Onderdeel | Resultaat | Prestatie |
| --- | --------- | --------- | --- |
| Anne Raben Djoke van Marum Elvira Stinissen Josien ten Thije Karin Harmsen Karin van der Haar-Kramp Marieke de Ruijter Paula List Rika de Vries Sanne Bakker | vrouwen   | 4e        | groepsfase Nederland 3-1 Japan Nederland 3-0 Groot-Brittannië Nederland 1-3 Oekraïne halve finale Nederland 2-3 China bronzen finale Nederland 0-3 Oekraïne |

### Wielersport
| Paralympiër                                | Onderdeel                 | Resultaat  | Prestatie |
| Baan                                       | Baan                      | Baan       | Baan |
| ------------------------------------------ | ------------------------- | ---------- | --- |
| Rinne Oost piloot: Patrick Bos             | sprint B, individueel (m) | 5e         | kwalificatie: 10,535 (4e tijd) kwartfinale: verloor van JPN Tatsuyuki Oshiro finale (plaats 5-6): won van GRE Christos Stefanakis |
| Rinne Oost piloot: Patrick Bos             | tijdrit B (m)             | Brons      | 1.03,052 |
|                                            |                           |            | |
| Alyda Norbruis                             | tijdrit C1-3 (v)          | Zilver     | 39,174 |
| Alyda Norbruis                             | achtervolging C1-2-3 (v)  | voorrondes | kwalificatie: 4.30,507 (5e tijd)                                                                                                  |
| Weg                                        |                           |            | |
| Rinne Oost piloot: Patrick Bos             | wegwedstrijd B (m)        | 8e         | 2:29:47 |
| Rinne Oost piloot: Patrick Bos             | tijdrit B (m)             | 12e        | 32:33.72 |
| Bastiaan Gruppen                           | wegwedstrijd C4-5 (m)     | 21e        | 2:02:09 |
| Bastiaan Gruppen                           | tijdrit C5 (m)            | 5e         | 33:25.75 |
| Jetze Plat                                 | wegwedstrijd H4 (m)       | 4e         | 2:00:35 |
| Jetze Plat                                 | tijdrit H4 (m)            | 8e         | 27:40.50 |
| Johan Reekers                              | wegwedstrijd H4 (m)       | 7e         | 2:00:35 |
| Johan Reekers                              | tijdrit H4 (m)            | 6e         | 27:06.99 |
|                                            |                           |            | |
| Joleen Hakker piloot: Samantha van Steenis | wegwedstrijd B (v)        | -          | niet gefinisht |
| Joleen Hakker piloot: Samantha van Steenis | tijdrit B (v)             | 9e         | 37:27.87 |
| Kathrin Goeken piloot: Kim van Dijk        | wegwedstrijd B (v)        | Brons      | 2:12:56 |
| Kathrin Goeken piloot: Kim van Dijk        | tijdrit B (v)             | Goud       | 35:02.73 |
| Alyda Norbruis                             | wegwedstrijd C1-3 (v)     | dns        | niet gestart |
| Alyda Norbruis                             | tijdrit C1-3 (v)          | dns        | niet gestart |
| Laura de Vaan                              | wegwedstrijd H4 (v)       | Zilver     | 1:41:21 |
| Laura de Vaan                              | tijdrit H4 (v)            | Brons      | 30:24.82 |

### Zeilen
| Paralympiër                                  | Onderdeel            | Resultaat | Prestatie                                                      |
| -------------------------------------------- | -------------------- | --------- | -------------------------------------------------------------- |
| Thierry Schmitter                            | 2.4 mR, één persoon  | Brons     | 37 punten (5, 2, 1, 6, 6, 10, 4, 6, 1, 6, elfde race afgelast) |
| Udo Hessels Mischa Rossen Marcel van de Veen | sonar, drie personen | Goud      | 20 punten (8, 2, 2, 1, 1, 3, 3, 2, 1, 5, elfde race afgelast)  |

### Zwemmen
| Paralympiër            | Onderdeel                | Resultaat | Prestatie                           |
| ---------------------- | ------------------------ | --------- | ----------------------------------- |
| Michael Schoenmaker    | 50m vrije slag S4 (m)    | series    | serie: 43.01 (9e)                   |
| Michael Schoenmaker    | 100m vrije slag S4 (m)   | 8e        | serie: 1:30.23 (8e) F: 1:28.63 (8e) |
| Michael Schoenmaker    | 200m vrije slag S4 (m)   | 7e        | serie: 3:14.16 (7e) F: 3:12.22 (7e) |
| Michael Schoenmaker    | 50m schoolslag SB3 (m)   | Goud      | serie: 51.39 (3e) F: 50.00 (1e)     |
| Michael Schoenmaker    | 150m wisselslag SM4 (m)  | dsq       | gediskwalificeerd                   |
| Maurice Deelen         | 50m vrije slag S8 (m)    | Zilver    | serie: 26.48 (2e) F: 26.29 (2e)     |
| Maurice Deelen         | 100m vrije slag S8 (m)   | 4e        | serie: 59.88 (4e) F: 58.65 (4e)     |
| Maurice Deelen         | 100m schoolslag SB8 (m)  | Brons     | serie: 1:11.02 (2e) F: 1:11.09 (3e) |
| Maurice Deelen         | 200m wisselslag SM8 (m)  | Brons     | serie: 2:27.44 (1e) F: 2:27.17 (3e) |
| Mike van der Zanden    | 400m vrije slag S10 (m)  | series    | serie: 4:21.12 (10e)                |
| Mike van der Zanden    | 100m vlinderslag S10 (m) | 6e        | serie: 59.00 (5e) F: 59.39 (6e)     |
| Michel Tielbeke        | 100m schoolslag SB12 (m) | series    | serie: 1:12.93 (swim off: 1:11.60)  |
| Marc Evers             | 200m vrije slag S14 (m)  | 4e        | serie: 2:03.03 (6e) F: 2:00.76 (4e) |
| Marc Evers             | 100m rugslag S14 (m)     | Goud      | serie: 1:03.42 (5e) F: 1:01.85 (1e) |
| Marc Evers             | 100m schoolslag SB14 (m) | Brons     | serie: 1:08.46 (3e) F: 1:08.43 (3e) |
|                        |                          |           |                                     |
| Lisette Teunissen      | 50m vrije slag S5 (v)    | 8e        | serie: 46.63 (8e) F: 44.82 (8e)     |
| Lisette Teunissen      | 200m vrije slag S5 (v)   | 7e        | serie: 3:27.74 F: 3:22.67 (7e)      |
| Lisette Teunissen      | 50m rugslag S4 (v)       | Goud      | serie: 52.90 (1e) F: 51.51 (1e)     |
| Mirjam de Koning-Peper | 50m vrije slag S6 (v)    | Goud      | serie: 35.05 (1e) F: 34.77 (1e)     |
| Mirjam de Koning-Peper | 100m vrije slag S6 (v)   | dns       | niet gestart                        |
| Mirjam de Koning-Peper | 400m vrije slag S6 (v)   | 4e        | serie: 5:44.63 (3e) 5:38.06 (4e)    |
| Mirjam de Koning-Peper | 100m rugslag S6 (v)      | Brons     | serie: 1:29.86 (3e) 1:29.04 (3e)    |
| Mirjam de Koning-Peper | 200m wisselslag SM6 (v)  | dns       | niet gestart                        |
| Lisa den Braber        | 100m schoolslag SB7 (v)  | Brons     | serie: 1:37.61 (3e) F: 1:37.02 (3e) |
| Lisa den Braber        | 400m vrije slag S8 (v)   | series    | serie: 5:34.18 (10e)                |
| Romy Pansters          | 50m vrije slag S8 (v)    | series    | serie: 34.66 (15e)                  |
| Romy Pansters          | 100m vrije slag S8 (v)   | series    | serie: 1:14.55 (10e)                |
| Romy Pansters          | 400m vrije slag S8 (v)   | 8e        | serie: 5:19.80 (7e) F: 5:30.71 (8e) |
| Chantal Molenkamp      | 50m vrije slag S10 (v)   | series    | serie: 30.09 (11e)                  |
| Chantal Molenkamp      | 100m vrije slag S10 (v)  | series    | serie: 1:06.52 (11e)                |
| Marije Oosterhuis      | 50m vrije slag S10 (v)   | series    | serie: 30.24 (12e)                  |
| Marije Oosterhuis      | 400m vrije slag S10 (v)  | series    | serie: 5:03.80 (10e)                |
| Marije Oosterhuis      | 100m rugslag S10 (v)     | series    | serie: 1:14.42 (9e)                 |
| Magda Toeters          | 100m schoolslag SB14 (v) | Zilver    | serie: 1:20.51 (2e) F: 1:20.64 (2e) |
| Magda Toeters          | 200m vrije slag S14 (v)  | 7e        | serie: 2:17.11 (7e) F: 2:17.70 (7e) |
| Marlou van der Kulk    | 100m schoolslag SB14 (v) | 6e        | serie: 1:23.45 (5e) F: 1:24.43 (6e) |
| Marlou van der Kulk    | 100m rugslag S14 (v)     | Brons     | serie: 1:09.98 (2e) F: 1:09.50 (3e) |
| Marlou van der Kulk    | 200m vrije slag S14 (v)  | Brons     | serie: 2:14.43 (2e) F: 2:14.80 (3e) |